# Družba znanja
Družba znanja je tista družba, za katero je značilno, da znanje kot produkcijski dejavnik prispeva odločujoči delež k bruto družbenemu proizvodu (BDP). Za tovrstno družbo je značilno, da je v ospredju znanje in ne masovna produkcija, ljudje, ki vstopajo v produkcijo pa so visoko izobraženi oz. imajo bogat človeški kapital. 
Temeljne značilnosti na prehodu v družbo znanja so razvoj informacijsko-komunikacijskih tehnologij, globalizacija in liberalizacija storitev, blaga in kapitala. Značilne so težnje po preoblikovanju (javnega) višjega in visokega šolstva ter raziskovalnih insitucij v smer produkcije znanja za potrebe trga. Tranzicijo spremlja deregulacija in fleksibilizacija univerzitetnega in raziskovalnega prostora, povečevanje mobilnosti zaposlenih in internacionalizacija raziskovalnih dejavnosti na račun zaščite depreviligiranih centrov in regij ter varnosti zaposlitev.
Politike v smeri razvoja družbe znanja izhajajo direktno iz teorij človeškega kapitala. 